# Clonaria uvaroviana
Clonaria uvaroviana är en insektsart som först beskrevs av Leo L. Mishchenko 1937.  Clonaria uvaroviana ingår i släktet Clonaria och familjen Diapheromeridae. Inga underarter finns listade i Catalogue of Life.